# Aa denticulata
Aa denticulata је врста из рода орхидеја Aa из породице Orchidaceae.